# Avgrundsvänster
Avgrundsvänster är ett pejorativt eller skämtsamt politiskt epitet från 1970-talet som används om radikala vänsterrörelser till vänster om Vänsterpartiet.

## Ursprung
Begreppet tillskrivs ofta C.-H. Hermansson, som själv förnekat detta och säger sig i stället ha sagt "till vänster om oss finns bara avgrunden". Han hänvisar beteckningen i stället till Olof Palme, varmed denne då ska ha avsett partier till vänster om SAP.